# Парамушир
Парамушир (от айнского пара мосир — «большой остров», на российской карте 1745 года — рус. дореф. Пуремчинъ; яп. 幌筵島 парамусиру-то) — один из островов северной группы Большой гряды Курильских островов. Площадь 2042 км², это второй по площади после Итурупа остров архипелага. В длину — около 100 км, ширина около 20 км. На острове находится озеро Зеркальное. Имеет типичное для Курил вулканическое происхождение. В периоды максимальной регрессии океана соединялся с Шумшу и Камчаткой, что нашло отражение в его флоре и фауне.
Административно остров входит в состав Северо-Курильского городского округа Сахалинской области России. Находится в окружении островов Шумшу, Атласова, Анциферова, Маканруши и Онекотан.

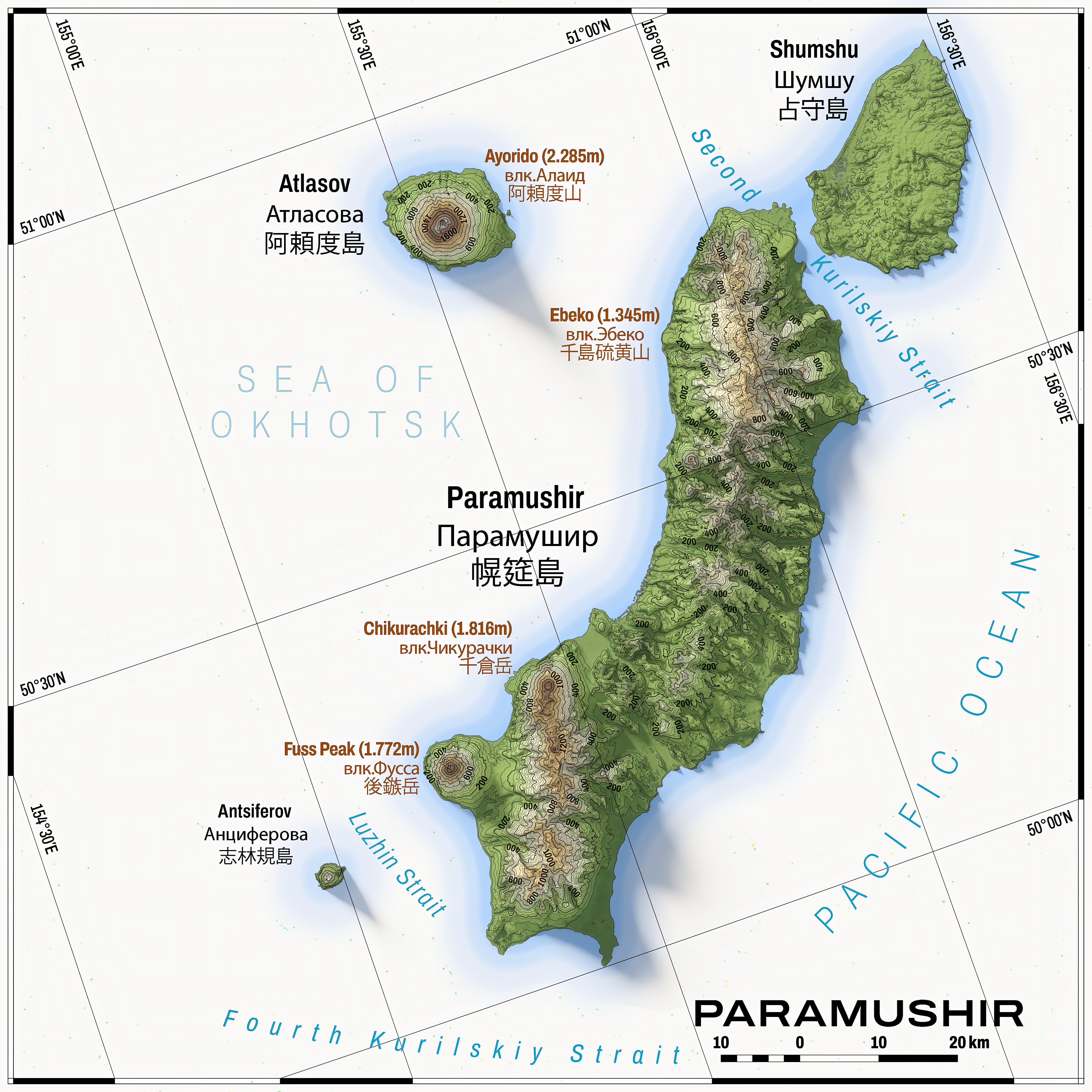
Карта Парамушира

## Название
В 1899 году Токийский университет отправил на Курильские острова антрополога и будущего известного исследователя Монголии Рюдзо Тории для изучения айнов. На острове Шикотан он опрашивал северокурильских айнов, которые были в полном составе переселены туда несколькими годами ранее (в 1884 году или в 17-й год эпохи Мэйдзи).
На основании почерпнутых у северокурильцев данных, Тории Рюдзо сообщает следующее:

Парамусири (Парамушир), называют Поро-мосири, то есть «большой остров»... обозначающее место, прокармливающее много людей.

## Климат

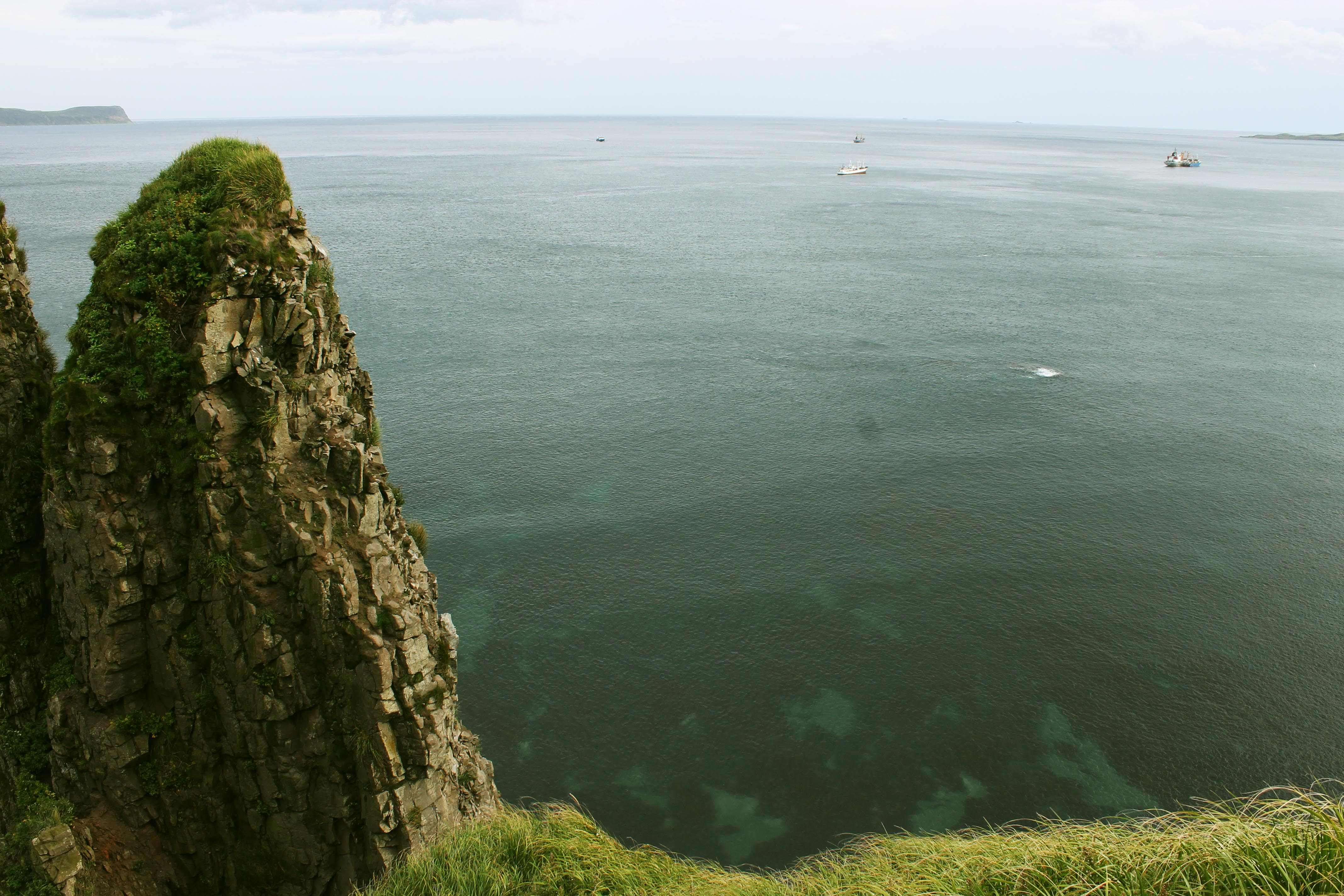
Островной пейзаж

На крайней южной оконечности Парамушира с момента вхождения острова в состав СССР действует метеостанция «мыс Васильева». Согласно её данным, именно на юге Парамушира зафиксирована рекорд скорости ветра для всего архипелага, достигающий 230 км/час.
Вегетационный период короток. Снежный покров мощен. Крайне жесткий ветровой режим является причиной отсутствия здесь лесов. В речных долинах фрагментарные редколесья образует только ива удская. При движении с севера на юг среднегодовая температура повышается с 2,8 до 3,8 °C. Самым тёплым местом острова являются долины южных рек (Тухарка и Шимоюр), где раньше всего сходит снег.
Как охотоморские, так и тихоокеанские воды в районе островa очень холодны, однако они сохраняют положительную температуру круглый год (от +0,5 °C в январе до +5,0 °C в июле) и никогда не замерзают. По этой причине здесь часты туманы, понижающие солнечную радиацию и температуру воздуха.

## География и геология
Парамушир — один из самых северных островов Курильской гряды. Является вторым по величине островом Курил (2042 км² по площади), остров Парамушир вытянут в длину более, чем на 100 километров, с северо-востока на юго-запад. Средняя ширина острова, около 20 километров. 
С северо-запада он омывается Охотским морем, с юго-востока — Тихим океаном. Со стороны моря, остров более высок и обрывист, слабее изрезан заливами, береговая полоса узкая. Со стороны океана, напротив, берег более пологий и сложнее по рельефу, с низменными участками побережья, бухтами, крутыми мысами и множеством скалистых рифов, выдвинутых в океан на 2—3 километра.
Остров Парамушир является наиболее гористым из крупных островов Курильской гряды. На севере и юге острова горный массив выше, а в средней части несколько снижен, образуя как бы пологую седловину со многими вершинами. На севере острова основными высшими точками, являются гора Наседкина (до 1152 метров) и гора Ветреная (до 1088 метров). Отроги горы Ветреная на севере опускаются к морю и образуют мыс Землепроходец — самую северную точку острова. Между этими вершинами, в цепи хребта Вернадского, в 6-7 километрах от города Северо-Курильска расположен действующий вулкан Эбеко (до 1156 метров). Высшая точка этого хребта, собственно гора Вернадского (до 1183 метров).
На южной оконечности острова, в том же направлении с севера на юг, расположен другой, более крупный хребет Карпинского. Образован он такими основными вершинами, как вулкан Чикурачки — самая высшая точка острова (до 1817 метров), гора Ломоносова (до 1681 метров), гора Архангельского (до 1463 метров), гора Топор (до 1199 метров), вулкан Карпинского (до 1345 метров), гора Баркова (до 1314 метров).
В центральной части острова, размещается хребет Левинсона-Лессинга, визуально, по карте, является продолжением хребта Вернадского. По сравнению с Карпинским и Вернадским хребет Левинсона-Лессинга значительно уступает в размерах.
Юг острова оканчивается мысом Капустный и оконечностью полуострова Васильева, мысом Гиляк (другое название Юмен — самая южная точка острова), между которыми находится залив Васильева. Западнее хребта Карпинского, выдаваясь в море полуостровом Фусса, находится стоящий особняком, большой (до 1772 метров) вулкан Фусса, своими отрогами образующий самую западную точку острова, мыс Непройденный. Всего на Парамушире 23 вулкана, 5 из которых (Эбеко, Чикурачки, Татаринова, Фусса и Карпинского) действующие.
Самой же восточной точкой острова является расположенный в низменной, изобилующей водоёмами, местности мыс Озёрный.

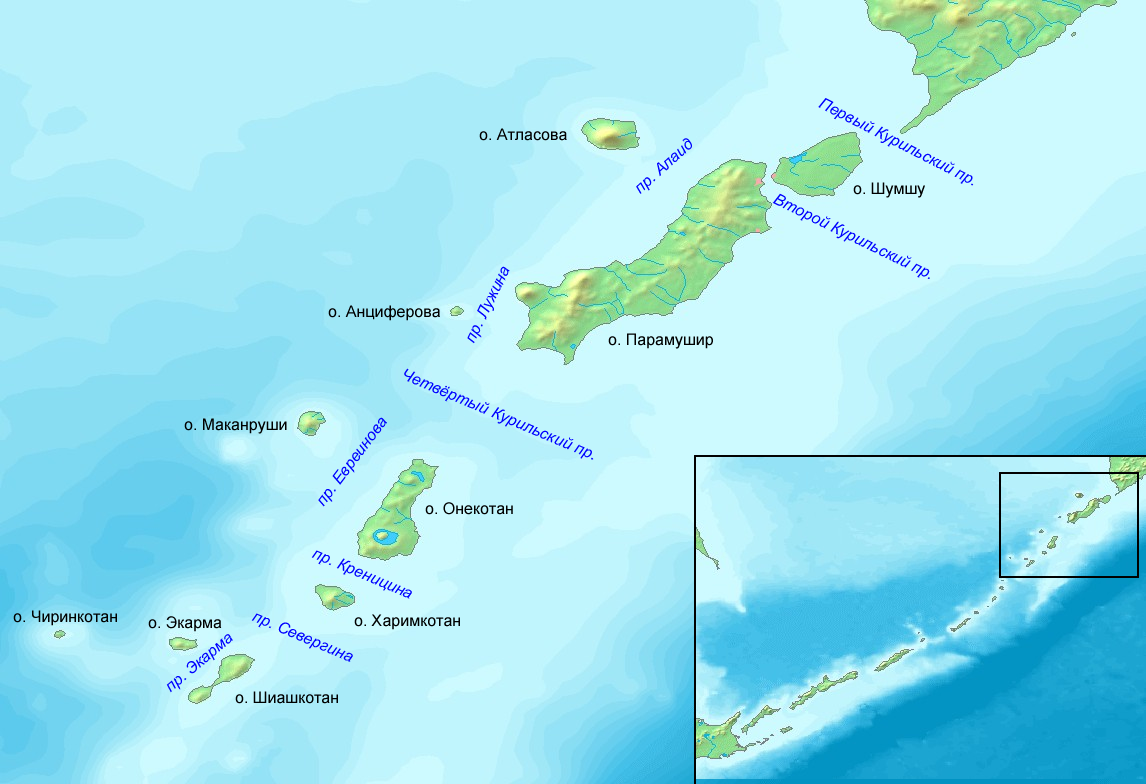
Проливы вокруг острова Парамушир.

Парамушир отделён проливом Алаид от острова Атласова, расположенного в 20 км северо-западнее; Вторым Курильским проливом — от острова Шумшу, расположенного в 2 км северо-восточнее; проливом Лужина (Третьим Курильским) — от острова Анциферова, расположенного в 15 км западнее; Четвёртым Курильским проливом — от расположенных юго-западнее островов Онекотана, в 54 км, Маканруши, в 60 км.
Вблизи острова расположены также несколько мелких островков, скал и рифов: Острова Чайкины, остров Кит, остров Птенец, остров Базарный, остров Барьерный, остров Дым, скала Торчки, скала Уно, скала Опасная, скала Хитрая, скалы Хмырь, скалы Пенистые и другие.
Группа небольших островков Птичьи, иначе Братья (остров Базарный, острова Две Гагары, остров Бакланий), расположены к востоку от северо-восточного конца Парамушира, напротив мыса Левашова и отделены от Парамушира проливом, также названном в честь мореплавателя Михаила Дмитриевича Левашова. Все эти три островка — часть выступающей из-под воды вулканической кальдеры. Их старые японские (и айнские) имена: более южного высокого (до 47 метров) — Тогари (Ганимусир), более северных и низких — Котани (Котанимусир) и Цири (Циримусир). Свои нынешние имена, островки получили благодаря многочисленным птичьим колониям и гнездовьям кайр, тупиков, глупышей, чаек и бакланов.
Расположенный на острове мыс Гилева назван по фамилии участника экспедиции Беллинсгаузена—Лазарева геодезиста Алексея Гилева.

### Вулканы острова Парамушир
На острове находится несколько вулканов, из них 5 активных или потенциально активных.
- Чикурачки: 1816 м, 50°19′ с. ш. 155°28′ в. д.HGЯO — высочайшая вершина острова
- Фусса: 1772 м, 50°16′ с. ш. 155°15′ в. д.HGЯO
- Татаринова: 1530 м, 50°18′ с. ш. 155°27′ в. д.HGЯO
- Карпинского: 1345 м, 50°08′ с. ш. 155°22′ в. д.HGЯO
- Эбеко: 1156 м, 50°41′ с. ш. 156°01′ в. д.HGЯO

## Гидрография
Остров имеет развитую речную сеть, озёра. В долинах рек Тухарка и Шимоюр имеются и болота.
Крупнейшие реки Парамушира:
- Тухарка (36 км)
- Шимоюр (19 км)
- Кума (18 км)
- Шелеховка (16 км)
- Океанская (14 км, в восточной части Парамушира)
- Прозрачная (13 км)
- Океанская (11 км, в южной части Парамушира)
- Савушкина (12 км)
- Матросская (9,8 км)

## Флора и фауна
Из-за отсутствия лесов и горных тундр видовое разнообразие флоры острова меньше, чем на южной Камчатке, но более значительно, чем на соседних более мелких островах. К 2012 году на острове выявлено не менее 542 видов высших сосудистых растений. Для сравнения на Онекотане — лишь 316. На острове обычны кедровый стланик и кустарниковая ольха, саранка, брусника, княженика, голубика, шикша. В целом флору можно описать как субальпийскую луговую. Много грибов. В крупнейшей реке острова Тухарка (длина около 20 км) нерестятся горбуша, нерка, кижуч.
На острове обитает более 100 особей бурого медведя, водятся лиса-огнёвка, заяц-беляк, горностай, на побережье лежки калана, в акватории — японский гладкий кит. Эндемик Парамушира — парамуширская бурозубка.
Залёжки тюленя (антур и ларга, с преобладанием последней) — в основном с тихоокеанской стороны острова. Островной тюлень (антур) в значительной части на островах-спутниках (о-ва Птичьи во Втором Курильском проливе между Шумшу и Парамуширом 50°30′35″ с. ш. 156°16′41″ в. д.; также о-ва Дым 50°08′37″ с. ш. 155°33′48″ в. д. и Чёрный 50°26′14″ с. ш. 156°02′28″ в. д.).
На Парамушире обитает бурый медведь, также медведь встречается и на Шумшу, хотя во время долговременного нахождения на острове военной базы, а также ввиду относительно небольшого его размера, медведи на Шумшу, в основном, были выбиты. Поскольку Шумшу является связующим островом между Парамуширом и Камчаткой, медвежьи популяции здесь быстро восстанавливаются.
28 августа 2003 года на остров были завезены черношапочные сурки, в дальнейшем акклиматизировавшиеся и образовавшие популяцию.

### Антропогенное воздействие
К концу Второй мировой войны на Парамушире были созданы обширные оборонительные укрепления, что сопровождалось изменением растительности в береговых частях островов. Всё побережье Парамушира опоясывает сплошной окоп. Построены аэродромы с бетонным покрытием, проложены дороги. На сольфатарных участках вулкана Эбеко производилась добыча серы.  В течение XX века остров служил базой рыболовного флота как японцам, так и россиянам. К началу XXI века все базы и поселки, кроме Северо-Курильска, закрыты. Расположенный ранее ближе к берегу старый Северо-Курильск (до 1946 г. — Касивабара) был почти полностью уничтожен катастрофическим цунами 1952 г.

## История
Первые люди пришли на остров в начале нашей эры.
К 1736 году айны Парамушира приняли православие и вошли в российское подданство путём уплаты ясака камчатским сотникам..
Во времена российских «описей» конца XVIII — начала XIX века остров также имел номерное обозначение в составе Курильской гряды — Второй.

### Отношение Японии к территориальной принадлежности острова
Используя в территориальном споре с Россией фактор Сан-Францисского мирного договора 1951 года, который не был подписан СССР, японское правительство, тем не менее, опирается на те толкования договоренностей между союзниками — СССР, США, Великобританией и Китаем — которые подкрепляют японскую позицию. В частности, поскольку в Сан-Францисском договоре не оговаривается, в пользу какого государства Япония отказывается от своих прав на Курилы, принадлежность острова, по мнению японского правительства, до сих пор не определена, а за Россией признаётся лишь «фактический контроль».

## Население
На севере Парамушира расположен город Северо-Курильск (2400 жителей в 2011 году) — административный центр района и единственный на начало XXI века жилой населённый пункт острова.
Нежилые населённые пункты — Подгорный и Шелихово. Существовавшие на острове населённые пункты Анциферова, Васильево, Галкино, Каменистый, Китовый, Майорово, Океанский, Прибрежный по переписи 2002 года также не имеют постоянного населения.
На полуострове Васильева находятся рота ПВО, погранзастава, рота морской разведки и маяк (на скале Хмырь).
В 2022 году на острове заступили на дежурство по контролю за прилегающей акваторией и проливными зонами береговые ракетные комплексы «Бастион» (сверхзвуковые самонаводящиеся противокорабельные ракеты «Оникс»).
С конца июня 2024 года между Камчаткой и Парамуширом осуществляет пассажирские авиарейсы самолёт Ан-28.

## Инфраструктура и экономика
На острове круглогодично работают два рыбоперерабатывающих завода и база сейнерного флота.
Связь с материком осуществляется посредством вертолётных и морских перевозок.
В конце 2023 года сдан в эксплуатацию аэропорт Северо-Курильска, который включает взлетно-посадочную полосу длиной 625 м и шириной 30 м с грунтовым покрытием, рулежную дорожку и ограждение. Новая взлётно-посадочная полоса способна принимать самолёты вместимостью до 19 пассажиров. Для строительства было выбрано место возле Северо-Курильска, где некогда располагался японский военный аэродром (плато Аэродромное).
Планируется строительство пассажирского терминала, иной инфраструктуры аэропорта. 19 октября 2023 года впервые на острове совершил посадку самолёт  . Ан-28 осуществил рейс из Петропавловска-Камчатского в Северо-Курильск . С 1 июля 2024 года запланировано начало регулярного авиасообщения между Северо-Курильском и Петропавловском-Камчатским (ранее связь между Парамуширом и Камчаткой осуществлялась только вертолётами и морскими судами, сильно зависящими от погоды) .
Объявлены планы правительства Сахалинской области по строительству на Парамушире Центра культурного развития, в который войдут детская школа искусств, музей и библиотека .